# USS Hurst (DE-250)
USS Hurst (DE-250) là một tàu hộ tống khu trục lớp Edsall từng phục vụ cùng Hải quân Hoa Kỳ trong Chiến tranh Thế giới thứ hai. Nó là chiếc tàu chiến thứ hai của Hải quân Hoa Kỳ được đặt cái tên này, nhưng là chiếc duy nhất được đặt theo tên Đại úy Hải quân Edwin William Hurst (1910-1942), phi công phục vụ cùng Liên đội Phóng ngư lôi 2 trên tàu sân bay Lexington (CV-2), đã hai lần được tặng thưởng Huân chương Chữ thập Bay Dũng cảm, và được truy tặng Huân chương Chữ thập Hải quân sau khi thiệt mạng vào ngày 9 tháng 6, 1942 trong một tai nạn rơi máy bay tại New Zealand. Nó đã phục vụ cho đến khi chiến tranh kết thúc, xuất biên chế năm 1946, rồi được chuyển giao cho Hải quân Mexico năm 1973, và tiếp tục phục vụ dưới các tên gọi ARM Comodoro Manuel Azueta (A-06) và ARM Comodoro Manuel Azueta Perillos (D-111) cho đến khi ngừng hoạt động năm 2015 và bị đánh chìm để tạo thành một dãi san hô nhân tạo vào năm 2017.

## Thiết kế và chế tạo
Lớp Edsall có thiết kế hầu như tương tự với lớp Cannon dẫn trước; khác biệt chủ yếu là ở hệ thống động lực Kiểu FMR do được trang bị động cơ diesel Fairbanks-Morse dẫn động qua hộp số giảm tốc đến trục chân vịt. Đây là cấu hình động cơ được áp dụng rộng rãi trên tàu ngầm, được chứng tỏ là có độ tin cậy cao hơn so với lớp Cannon.
Vũ khí trang bị bao gồm ba pháo 3 in (76 mm)/50 cal trên tháp pháo nòng đơn có thể đối hạm hoặc phòng không, một khẩu đội pháo phòng không Bofors 40 mm nòng đôi và tám pháo phòng không Oerlikon 20 mm. Vũ khí chống ngầm bao gồm một dàn súng cối chống tàu ngầm Hedgehog Mk. 10 (có 24 nòng và mang theo 144 quả đạn); hai đường ray Mk. 9 và tám máy phóng K3 Mk. 6 để thả mìn sâu. Con tàu vẫn giữ lại ba ống phóng ngư lôi Mark 15 21 inch (533 mm), và được trang bị radar SC dò tìm không trung và mặt biển. Thủy thủ đoàn đầy đủ bao gồm 186 sĩ quan và thủy thủ.
Hurst được đặt lườn tại xưởng tàu của hãng Brown Shipbuilding, ở Houston, Texas vào ngày 27 tháng 1, 1943. Nó được hạ thủy vào ngày 14 tháng 4, 1943, được đỡ đầu bởi bà Jeanette Harris Hurst, vợ góa Đại úy Hurst, và nhập biên chế cùng Hải quân Hoa Kỳ vào ngày 30 tháng 8, 1943 dưới quyền chỉ huy của Hạm trưởng, Thiếu tá Tuần duyên Bret Hart Brallier.

## Lịch sử hoạt động

### USSHurst
Rời Houston, Texas vào ngày 3 tháng 9, 1943, Hurst đi đến Galveston, Texas để tiếp tục được trang bị, cho đến khi nó khởi hành vào ngày 12 tháng 9 cho chuyến đi chạy thử máy huấn luyện tại vùng biển Bermuda. Sau khi quay trở lại Charleston, South Carolina để sửa chữa sau chạy thử máy vào tháng 11, rồi hộ tống một đoàn tàu vận tải tại vùng biển Caribe, nó đi đến Norfolk, Virginia vào ngày 29 tháng 11 để gia nhập Đội hộ tống 20 và đảm nhiệm vai trò hộ tống vận tải vượt Đại Tây Dương.
Khởi hành từ Norfolk vào ngày 14 tháng 12, Hurst hộ tống một đoàn tàu đi sang Casablanca, Maroc thuộc Pháp, rồi quay trở về New York vào ngày 24 tháng 1, 1944. Sau đó nó thực hành tác xạ và chống tàu ngầm tại khu vực Casco Bay, Maine, trước khi khởi hành từ New York cùng một đoàn tàu vận tải khác vào ngày 23 tháng 2. Hoạt động thù địch của đối phương không chỉ là nguy cơ duy nhất trong những chuyến đi này. Hai ngày sau khi rời cảng, các tàu buôn SS El Coston và SS Murfreesboro mắc tai nạn va chạm với nhau, phát sinh các đám cháy và sau cùng bị đắm; các thủy thủ sống sót được tàu chị em Marchand (DE-249) cứu vớt và đưa về New York. Đoàn tàu đi đến Lisahally, Bắc Ireland vào ngày 5 tháng 3, và Hurst khởi hành một tuần sau đó cùng một đoàn tàu vận tải khác cho hành trình quay trở về Hoa Kỳ.
Từ đó cho đến ngày 11 tháng 6, 1945, Hurst còn thực hiện thêm mười chuyến hộ tống vận tải khứ hồi vượt Đại Tây Dương, xuất phát từ Boston, Massachusetts hay New York và đi đến các cảng Anh. Sau khi chiến tranh kết thúc tại Châu Âu, con tàu chuẩn bị để được điều động sang khu vực Mặt trận Thái Bình Dương. Nó rời New York vào ngày 19 tháng 6 để hoạt động huấn luyện tại vịnh Chesapeake và sau đó tại vịnh Guantánamo, Cuba trước khi đi sang khu vực Thái Bình Dương.
Hurst băng qua kênh đào Panama và ghé đến San Diego, California trong hành trình đi sang khu vực quần đảo Hawaii, đi đến Trân Châu Cảng vào ngày 26 tháng 7. Con tàu vẫn đang thực hành phối hợp với tàu ngầm khi Nhật Bản chấp nhận đầu hàng vào ngày 15 tháng 8, giúp chấm dứt vĩnh viễn cuộc xung đột. Nó lên đường đi quần đảo Samoa vào ngày 27 tháng 8, và đi đến Pago Pago vào ngày 25 tháng 9. Trong những tuần lễ tiếp theo nó đi đến các đảo nhỏ vùng ngoại vi Samoa, Fiji, quần đảo Society cùng các nhóm đảo khác, gửi các đội đổ bộ lên bờ để tìm kiếm nhân sự mất tích và điều tra khả năng các đơn vị Nhật Bản còn sót lại. Sau khi hoàn thành nhiệm vụ, nó rời Pago Pago vào ngày 3 tháng 11 để quay trở về Hoa Kỳ, ghé qua Trân Châu Cảng trước khi về đến San Diego vào ngày 23 tháng 11.
Tiếp tục hành trình hai ngày sau đó để chuyển sang vùng bờ Đông, Hurst băng qua kênh đào Panama và về đến New York vào ngày 10 tháng 12. Nó khởi hành đi Green Cove Springs, Florida, bắt đầu được đại tu để chuẩn bị ngừng hoạt động, rồi được cho xuất biên chế tại đây vào ngày 1 tháng 5, 1946, và được đưa về Hạm đội Dự bị Đại Tây Dương. Con tàu sau đó được chuyển đến Orange, Texas, nhưng tiếp tục bị bỏ không trong thành phần dự bị, cho đến khi được rút tên khỏi danh sách Đăng bạ Hải quân vào ngày 1 tháng 12, 1972.

### Commodoro Manuel Azueta
Con tàu được chuyển cho chính phủ Mexico vào ngày 1 tháng 10, 1973 trong khuôn khổ Chương trình Viện trợ Quân sự, và nhập biên chế cùng Hải quân Mexico như là chiếc ARM Commodoro Manuel Azueta (A06), tên được đặt theo Phó đô đốc Manuel Azueta Perillos (1962-1928), người từng tham gia trong sự kiện Hoa Kỳ chiếm đóng Veracruz năm 1914. Nó được đổi tên thành ARM Commodoro Manuel Azueta Perillos (E30) vào năm 1994, đồng thời được hiện đại hóa, thay thế pháo 5-inch bằng kiểu Oto Melara Otobreda 76 mm và pháo 3-inch bằng một khẩu đội 40-mm bốn nòng. Tuy nhiên đến năm 1998 nó quay trở lại cấu hình vũ khí ban đầu.
Vào năm 2001, con tàu lấy lại tên ban đầu Commodoro Manuel Azueta, và xếp lại lớp như một tàu khu trục với ký hiệu lườn D111. Nó chủ yếu được sử dụng như một tàu huấn luyện cho Hạm đội vùng Vịnh của Mexico; nên được tháo dỡ các thiết bị chống ngầm và hệ thống điều khiển hỏa lực bằng radar. Con tàu được cho xuất biên chế tại Veracruz vào ngày 3 tháng 7, 2015, trở thành chiếc tàu cuối cùng của lớp Edsall được cho nghỉ hưu. Nó được tháo dỡ mọi thiết bị có thể tái sử dụng, và cuối cùng bị đánh chìm như một dãi san hô nhân tạo vào ngày 6 tháng 11, 2017 ngoài khơi Antón Lizardo, Veracruz.

## Phần thưởng
Nguồn: Navsource Naval History
|  |  |  |
|  |  |  |

| Huân chương Chiến dịch Hoa Kỳ                 |                                                    |                                      |
| Huân chương Chiến dịch Châu Á-Thái Bình Dương | Huân chương Chiến dịch Châu Âu-Châu Phi-Trung Đông | Huân chương Chiến thắng Thế Chiến II |